# Roswell K. Colcord
Roswell Keyes Colcord, född 25 april 1839 i Searsport, Maine, död 30 oktober 1939 i Carson City, Nevada, var en amerikansk republikansk politiker. Han var den sjunde guvernören i delstaten Nevada 1891-1895.
Colcord flyttade till Nevada på 1870-talet och blev en framgångsrik bergsingenjör där. Han startade också en advokatbyrå och blev en av Nevadas ledande advokater. Nevadas ekonomi blev starkare under Colcords tid som guvernör.